# Brodar mac Torcaill
Brodar mac Torcaill (mort en 1160) est un roi de Dublin de la fin du XIIe siècle. Il est un membre de la lignée  Meic Torcaill, une famille d'importants propriétaires terriens du royaume.

## Éléments de biographie
Frère et successeur de Ragnall mac Torcaill en 1146 il ne s'impose qu'après la mort en 1148 d'Ottar Ottarsson. Sa mort en 1160, tué par Maol Cron mac Giolla Sechnaill (mort en 1171) roi de la lignée des Meic Gilla Sechnaill de Sud Brega, est relevée par les  Annales in Cotton, les Annales des quatre maîtres, les Annales d'Ulster, et les Annales de Tigernach.

## Source de la traduction
- (en) Cet article est partiellement ou en totalité issu de l’article de Wikipédia en anglais intitulé « Brodar mac Torcaill » (voir la liste des auteurs).

### Sources primaires
- (en) « Annals of the Four Masters », sur Corpus of Electronic Texts, University College Cork, 3 décembre 2013 (consulté le 29 juillet 2014)
- (en) « Annals of the Four Masters », sur Corpus of Electronic Texts, University College Cork, 16 décembre 2013 (consulté le 29 juillet 2014)
- (en) « Annals of Tigernach », sur Corpus of Electronic Texts, University College Cork, 13 avril 2005 (consulté le 31 juillet 2014)
- (en) « The Annals in Cotton MS. Titus A. XXV », sur Corpus of Electronic Texts, University College Cork, 13 février 2010 (consulté le 31 juillet 2014)
- (en) « The Annals of Tigernach », sur Corpus of Electronic Texts, University College Cork, 2 novembre 2010 (consulté le 31 juillet 2014)
- (en) « The Annals of Ulster », sur Corpus of Electronic Texts, University College Cork, 29 août 2008 (consulté le 29 juillet 2014)
- (en) « The Annals of Ulster », sur Corpus of Electronic Texts, University College Cork, 15 août 2012 (consulté le 29 juillet 2014)

### Sources secondaires
- (en) C. Downham, No Horns on Their Helmets? Essays on the Insular Viking-age, Aberdeen, Centre for Anglo-Saxon Studies and The Centre for Celtic Studies, University of Aberdeen, coll. « Celtic, Anglo-Saxon, and Scandinavian Studies (series vol. 1) », 2013, 212 p. (ISBN 978-0-9557720-1-6, ISSN 2051-6509), « Living on the Edge: Scandinavian Dublin in the Twelfth Century », p. 157–178
- (en) S Duffy, « Irishmen and Islesmen in the Kingdoms of Dublin and Man, 1052–1171 », Ériu, vol. 43,‎ 1992, p. 93–133 (ISSN 0332-0758, e-ISSN 2009-0056, JSTOR 30007421)